# Голландська порода
Голландська порода — одна з давніх порід великої рогатої худоби молочного напряму. Виведена в Голландії. Розрізняють три відріддя голландської породи: власне голландське, або фризьке, чорно-рябої масті; гронінгенське, чорної й червоної мастей, білоголове; маас-рейн-ізельське, червоно-рябої масті. Найпоширеніша — фризька худоба. Тулуб у неї широкий, глибокий, з добре розвиненою задньою частиною. Вим'я велике з правильно розміщеними дійками. Жива маса корів становить 550—750 кг, бугаїв — до 1000 кг. Середньорічний надій молока 4500 кг жирністю 4 %.

Відріддя голландської породи
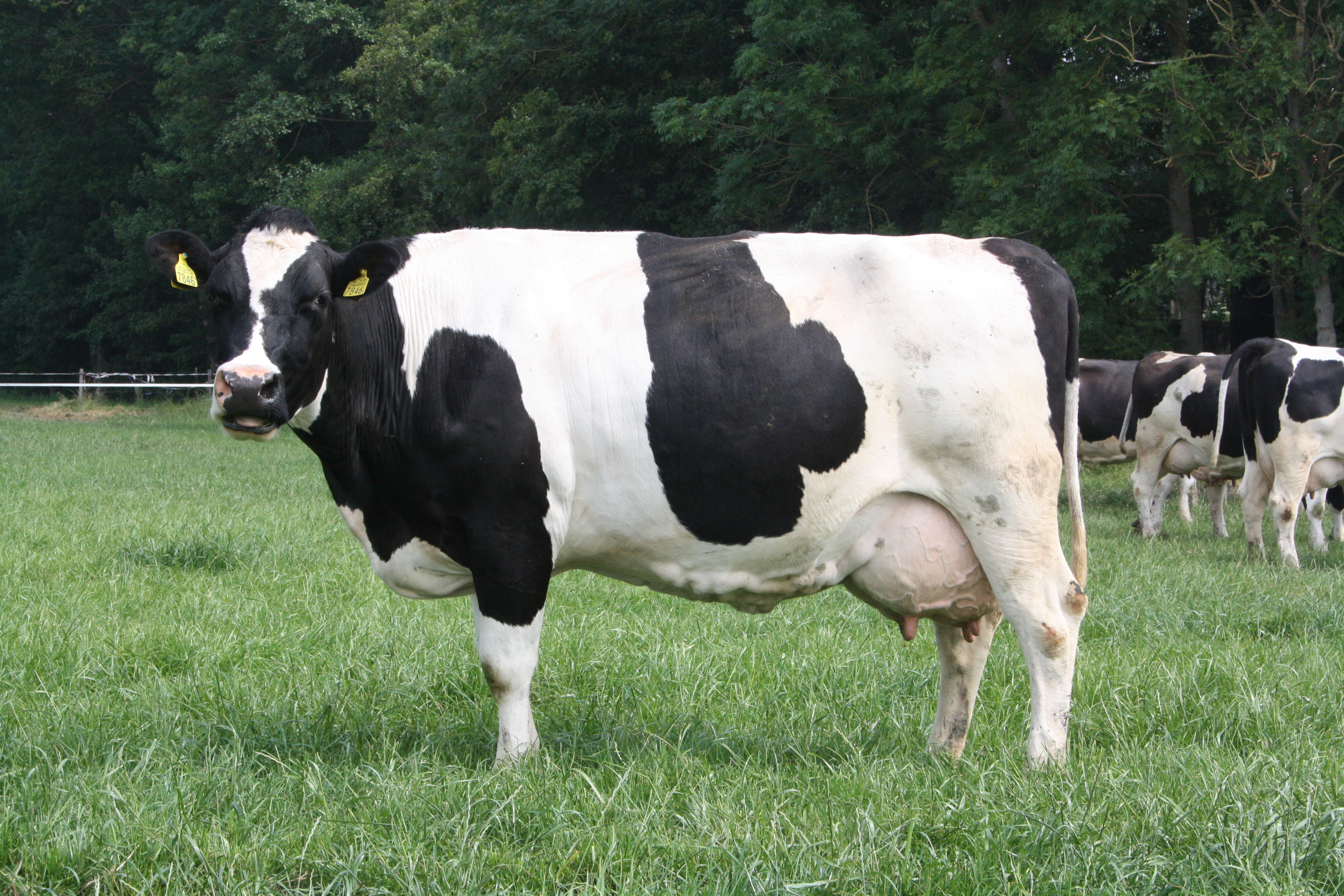
Голландсько-фризька порода.
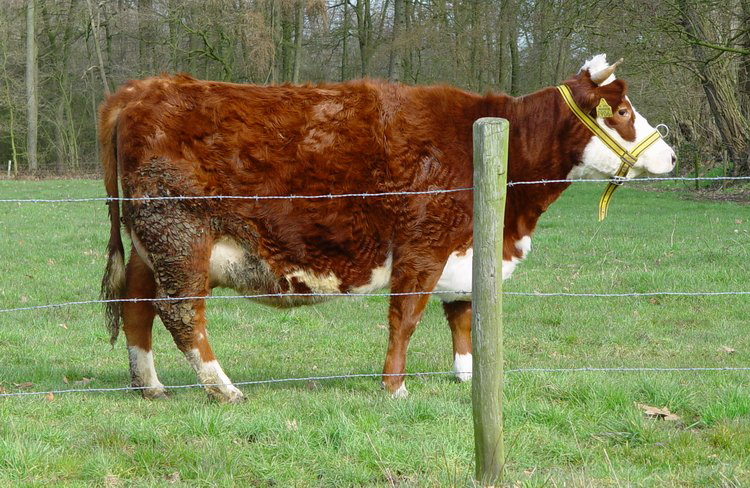
Гронінгенська порода червоної масті.
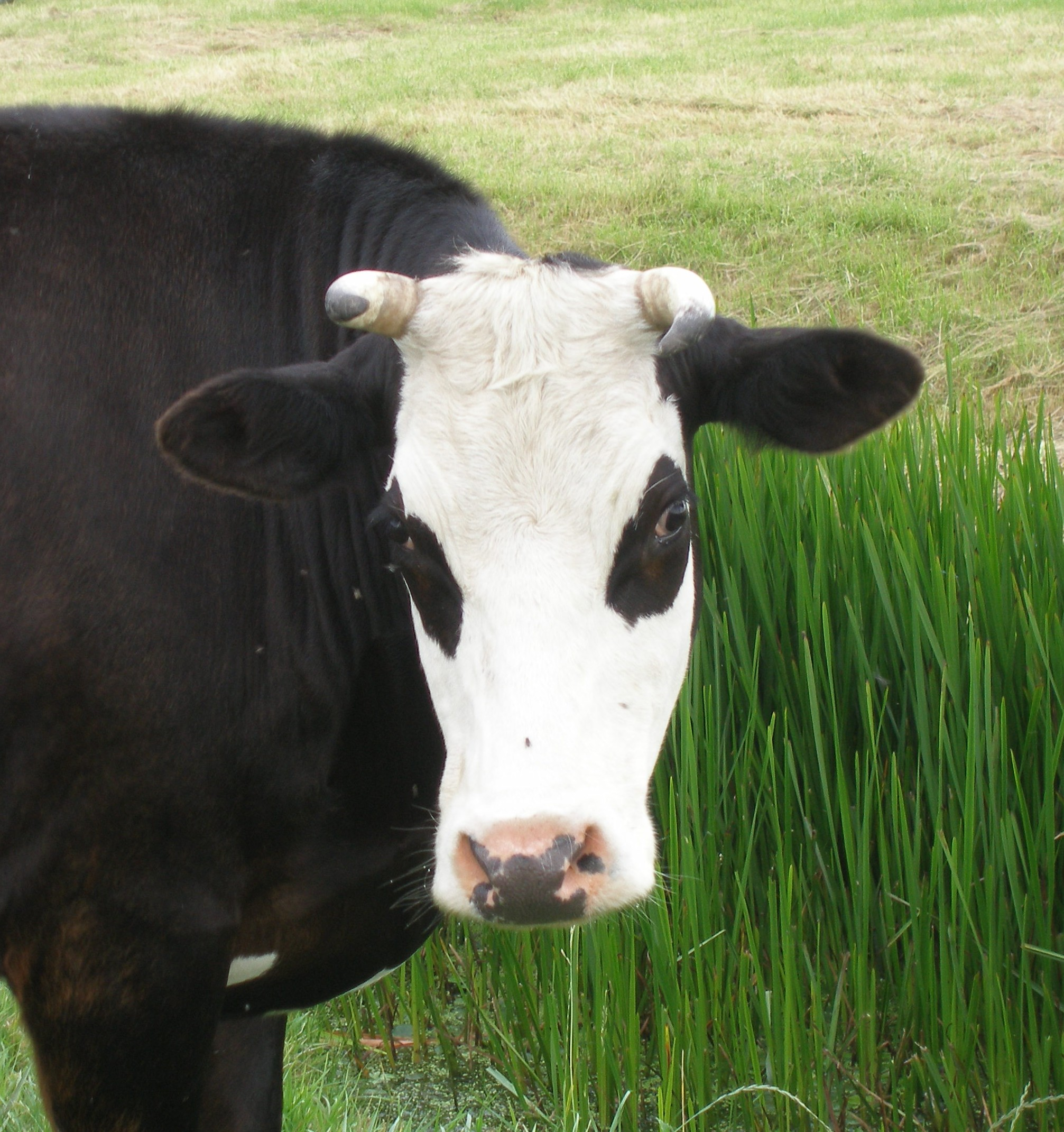
Гронінгенська порода чорної масті.
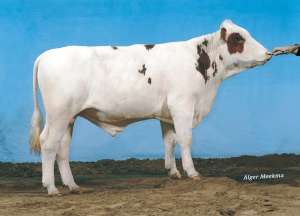
Маас-рейн-ізельська порода.

Голландська порода поширена в Нідерландах, Німеччині, США, Великій Британії, Швеції, Італії та іннших країнах.
У колишніх Російській імперії та СРСР голландська порода використовувалась при виведенні чорно-рябої, холмогорської, тагільської, аулієатинської, бестужевської та інших порід.